# Nikolai Karlowitsch Swanidse

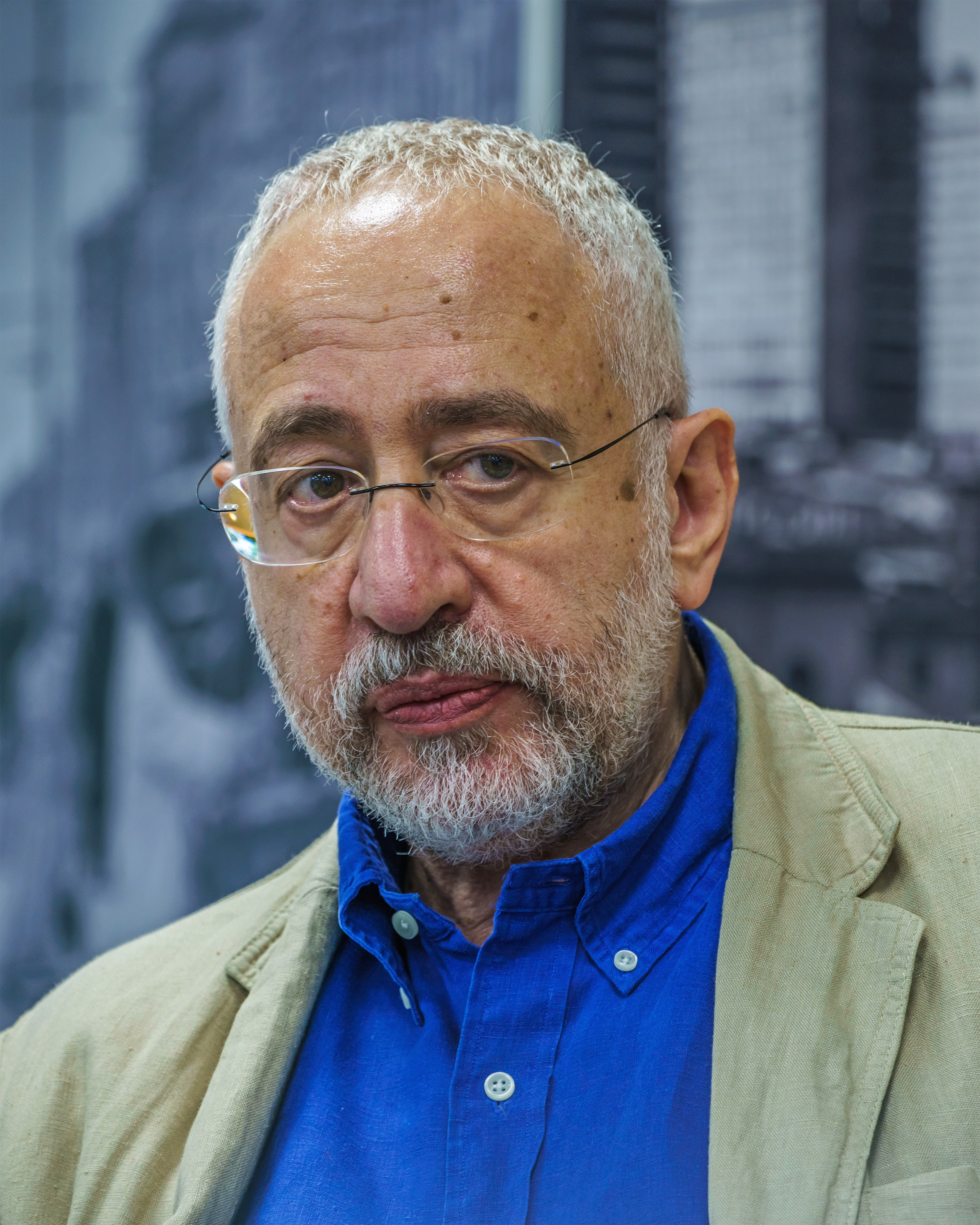
Nikolai Swanidse (2019)

Nikolai Karlowitsch Swanidse (russisch Николай Карлович Сванидзе; * 2. April 1955 in Moskau, † 11. September 2024 ebenda) war ein russischer Fernsehjournalist mit georgischen Wurzeln. Er arbeitete als politischer Kommentator des staatsnahen Telekanals Rossija und moderierte das Fernsehmagazin Serkalo.

## Leben
Swanidse ist nach seinem Großvater, dem kommunistischen Parteifunktionär Nikolai Samsonowitsch Swanidse, der in Zeiten des Großen Terrors im Jahr 1937 erschossen worden war, benannt worden. Er schloss ein Studium der Geschichte an der Moskauer Universität 1977 ab und arbeitete danach am Institut für Kanada und die USA der Russischen Akademie der Wissenschaften. Beim Fernsehen begann er 1991, seit 1992 war er Kommentator der Nachrichtensendung Westi.
Im Februar 1997 ernannte ihn Boris Jelzin zum Leiter der staatlichen russischen Medienholding WGTRK, diesen Posten bekleidete er bis Mai 1998. Den russischen Fernsehzuschauern wurde er als Moderator der Magazine Kontrasty, Podrobnosti und später von Serkalo bekannt. Kritikern galt Swanidse zur Zeit Jelzins als treuer Anhänger des Kreml.
Von 2003 bis 2013 war Swanidse Autor und Moderator einer Reihe von Dokumentationsprogrammen genannt „Historische Chroniken mit Nikolai Swanidse“ im staatlichen Fernsehsender „Rossija“ mit dem Schwerpunkt Geschichte Russlands. Im 2008 gehörte er zu den Gründern der Partei Gerechte Sache.
Bei seinem Votum beim Treffen des Menschenrechtsrates des Präsidenten im Oktober 2017 hielt er fest, der Staat dürfe nicht die Gesellschaft spalten; die Suche nach Feinden oder allen möglichen fünften Kolonnen oder Agenten sei Aufgabe der speziellen Dienste. Der Staat habe vielmehr die Aufgabe, die konstitutionellen Werte und bürgerlichen Freiheiten zu hüten, die Repression der Behörden entspreche nicht deren Verfassungsauftrag.
Swanidse schrieb, dass Russland 2022 in Wahrheit einen Krieg gegen den Westen führe, mit „Hass auf den Westen, totalem, zivilisatorischem und kulturellem Widerstand dagegen“. Solches Anti-Westlertum drücke sich in Russland aus durch das Primat des Staates über das Individuum; die Macht des Regimes soll damit keiner Kontrolle mehr unterworfen sein und die Herrschenden unabsetzbar. Dazu komme die Verschmelzung von Macht und Eigentum, kurz ein totalitärer Staat mit dekorativen Institutionen und einer ebenso dekorativen Verfassung. Dies sei die „Rückkehr zu den schrecklichen Regimen des 20. Jahrhunderts; ihr Hauptmerkmal ist nicht einmal die blutige Willkür der Macht, sondern eine fröhliche militaristische Massenpsychose.“ Auf die Frage nach dem Grund für den Krieg antwortete Swanidse, Putin sei falsch informiert gewesen und hätte einen „leichten, ohrenbetäubenden, feierlichen Sieg“ erwartet und eine Erhöhung seines Status in der Welt.

## Zitate
Über russische Zeitungsleser:

„Unsere Gäste aus den USA und den europäischen Ländern verstehen vielleicht nicht, wovon ich rede. Aber der klassische russische Leser ist es nicht gewohnt, eine Vielfalt an Meinungen zu haben. Er ist gewohnt, dass man ihm eine Meinung auf dem Tablett serviert. Es ist ermüdend, eine Auswahl zu haben, weil man dann denken muss.“

Über seine Hilfe beim letzten Wahlkampf Jelzins:

„Wir arbeiten mit Jelzins Mannschaft zusammen und stellen sicher, dass wir eine gute Kameraperspektive haben, wenn wir den Präsidenten zeigen. Ich würde ihn gerne betrunken zeigen, aber nicht jetzt. Ehrlichkeit muss bis später warten.“